# Moldova Veche (ostrov)
Ostrovul Moldova Veche čili ostrov Stará Moldávie je ostrov na Dunaji v místech vstupu řeky do soutěsky Železná vrata. Je součástí rumunského Národního parku Železná vrata (Parcul Natural Porțile de Fier). Na svazích levého břehu se nad ostrovem nalézá česká vesnice Svatá Helena. 

## Historie osídlení
Ostrov rozděloval tok Dunaje na dvě ramena, která se stékala na peřejnatém úseku před vtokem do soutěsky Železná vrata. V těchto místech se v řečišti nalézalo množství kamenů, které představovaly pro další plavbu nebezpečí. Nejznámější skála se jmenuje Babakaj, což turecky znamená Otec skála. Lodě, které se na nebezpečnou trasu Železnými vraty nevydaly, přistály již v přístavu Moldova Veche, pro plavbu soutěskou nebyly břehy ostrova jako zastávka příliš využívány. Starověké pevnosti se nacházely na pevnině a plocha ostrova hrála roli neutrálního území. Stejná situace nastala i ve středověku, kdy oba břehy hrály roli v turecko-maďarských či turecko-rakouských sporech. Koncem 19. století se ostrov stal srbským územím a ostrov řídce osídlili srbští rybáři a pastevci koní. Na historických snímcích, pořizovaných za účelem zobrazení skály Babakaj, nebo pevnosti Golubac, lze vidět nepřerušené a mocné stromové porosty. Když se ostrov stal rumunským, Srbové ostrov opustili a jejich koně začali po desetiletí žít bez lidského dohledu. Po napuštění přehradního jezera po zprovoznění vodního díla Železná vrata, zůstala v řečišti menší polovina původního ostrova. 
Ostrovu hrozila celistvá přeměna na jednotnou haldu hlušiny po těžbě měděných rud, stáda koní byla před vystřílením pytláky zachráněna zásahem říční policie.  

## Popis
Ostrov se nachází asi tři kilometry pod říčním přístavem Moldova Veche. Jeho délka se před zatopením pohybovala kolem šesti kilometrů, po napuštění nad hladinou zůstala část o rozloze 345 ha. Zhruba polovinu plochy zaujímají jezera o hloubce do 2 m, která nejsou spojena s Dunajem. Lesní porost tvoří především vrba bílá (Salix alba). Populace divoce žijících koní čítá kolem stovky kusů. Většina plochy má mokřadní charakter připomínající dunajskou deltu. Druhová bohatost lužního ptactva o 70 druzích zařadila ostrov do Oblasti zvláště chráněné oblasti avifauny o celkové rozloze 1627 ha, která byla jako součást Národního parku Železná vrata vyhlášena v roce 2004.
Na severu ostrova tvoří přes pětinu plochy rozlehlý návoz hlušiny z povrchových dolů. Přes levé rameno Dunaje byla v délce 130 metrů postavena část mostu o světlé výšce 22 m, která zde zůstala jako torzo velkolepého jugoslávsko-rumunského projektu přemostění Dunaje a získala přezdívku „Most nikam.“
Nejvyšším bodem ostrova je zdáli viditelná hliněná halda neurčitého, rozhodně však novověkého původu, která dala vzniknout nezbytné legendě o Attilově hrobce. 

## Turistika
Jediná turisticky značená trasa Po stopách Atilly se dá projít zhruba za tři hodiny. Zejména stáda divokých koní tvoří základ turistické přitažlivosti, která je zatím jedinou nadějí na zlepšení tíživé ekonomické situace v oblasti, která nastala po uzavření dolů. Nejrozšířenější trasa turistické plavby soutěskou Železná vrata je trať Drobeta Turnu Severin – Moldova Veche. Existují i projekty na vybudování plavební turistické trasy mezi ostrovem Moldova Veche a proti proudu ležícím ostrovem Calinovăț, který je prvním dunajským ostrovem v Rumunsku a je součástí stejné přírodní rezervace.

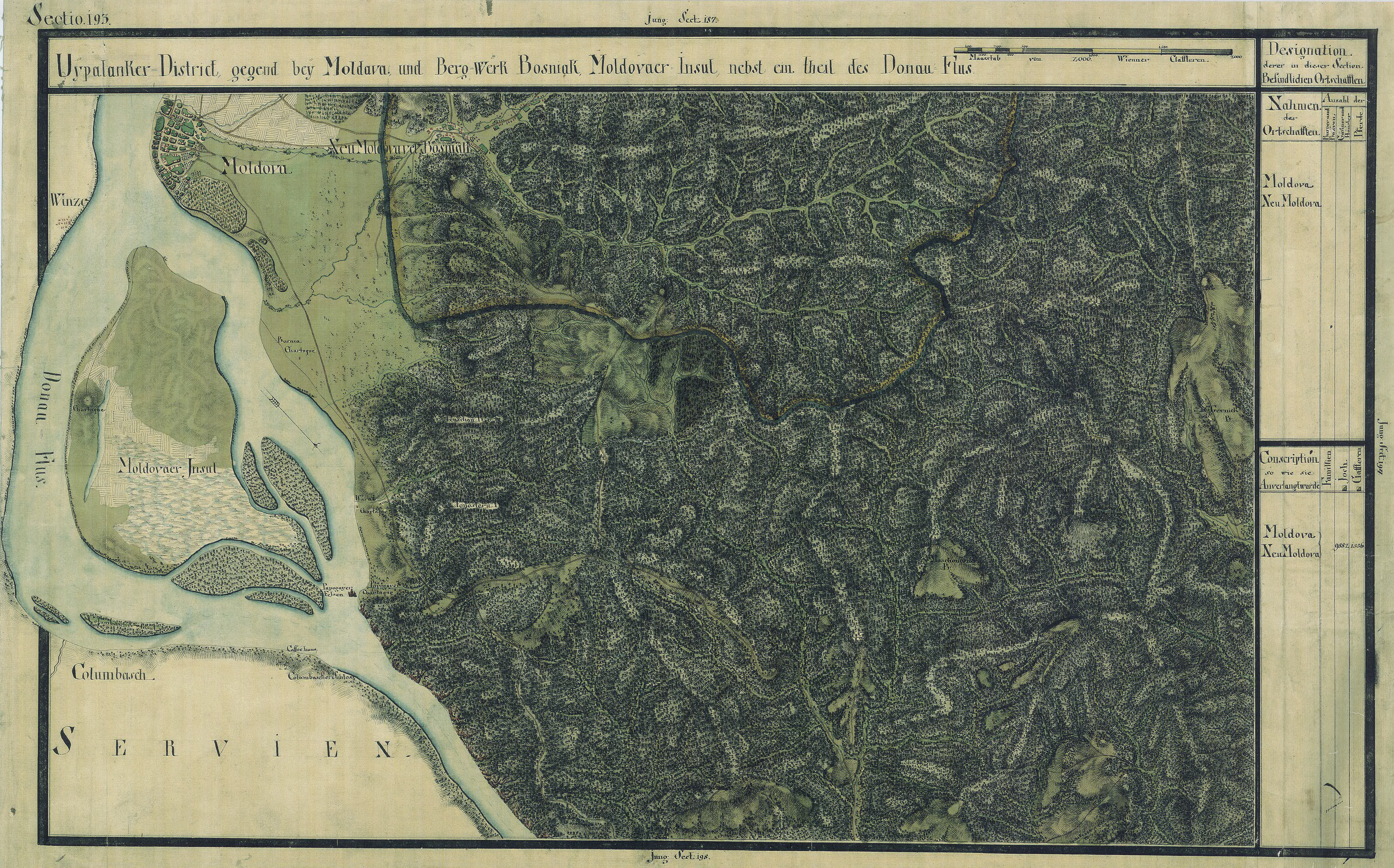
Ostrov na mapě z 18. století
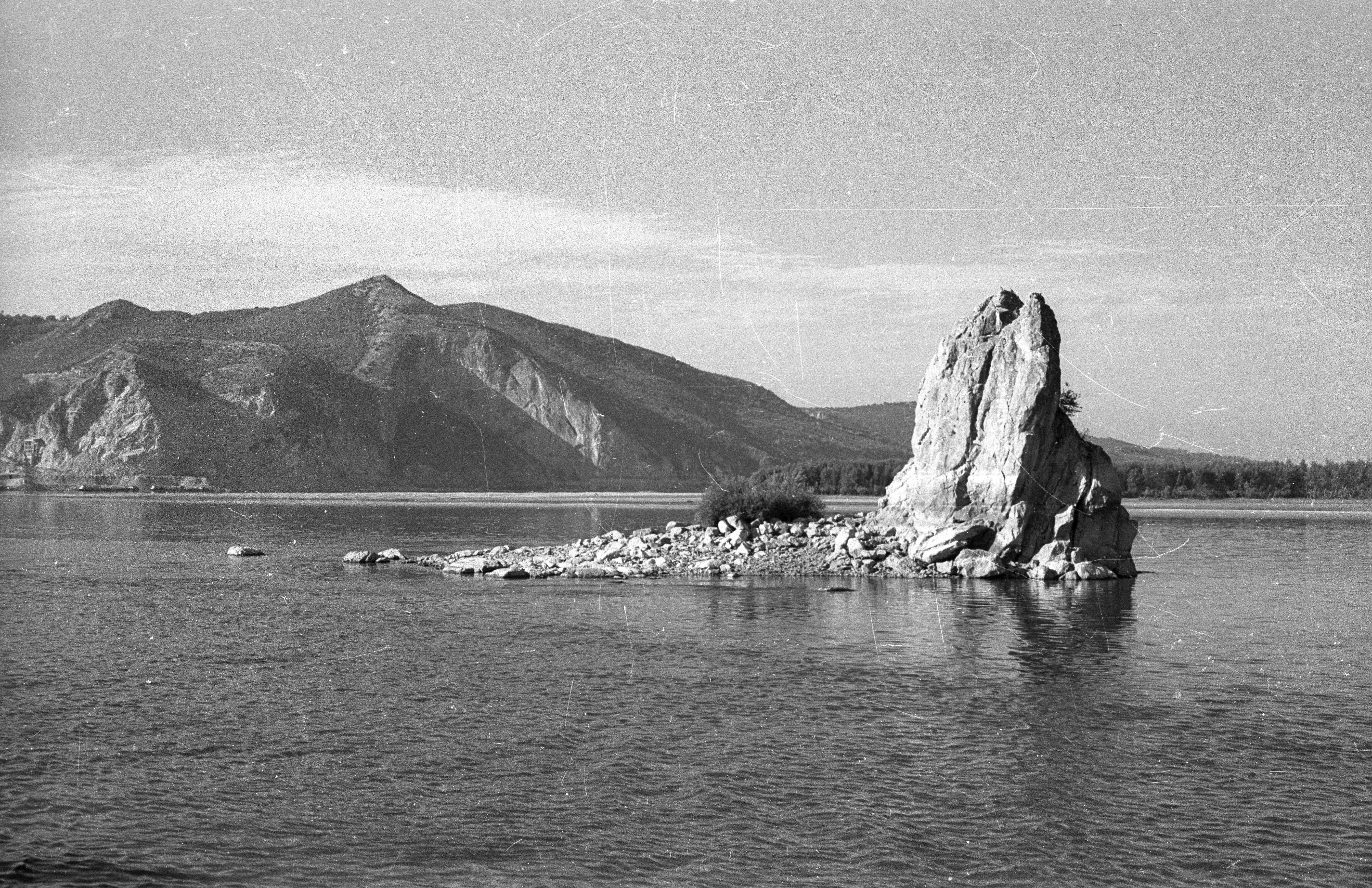
Bujný porost ostrova za skálou Babakaj před napuštěním jezera
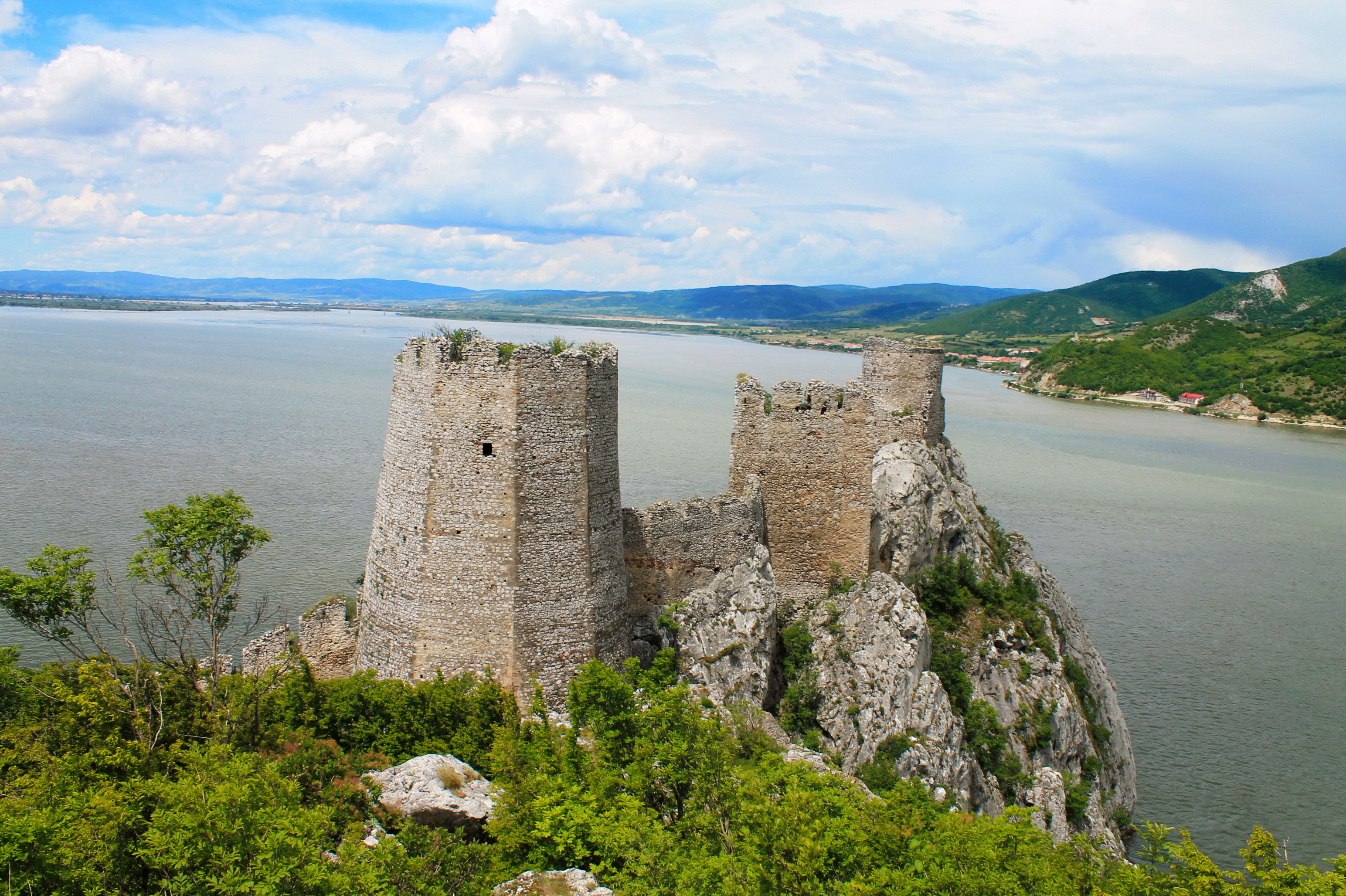
Zbytky ostrova po napuštění z pevnosti Golubac
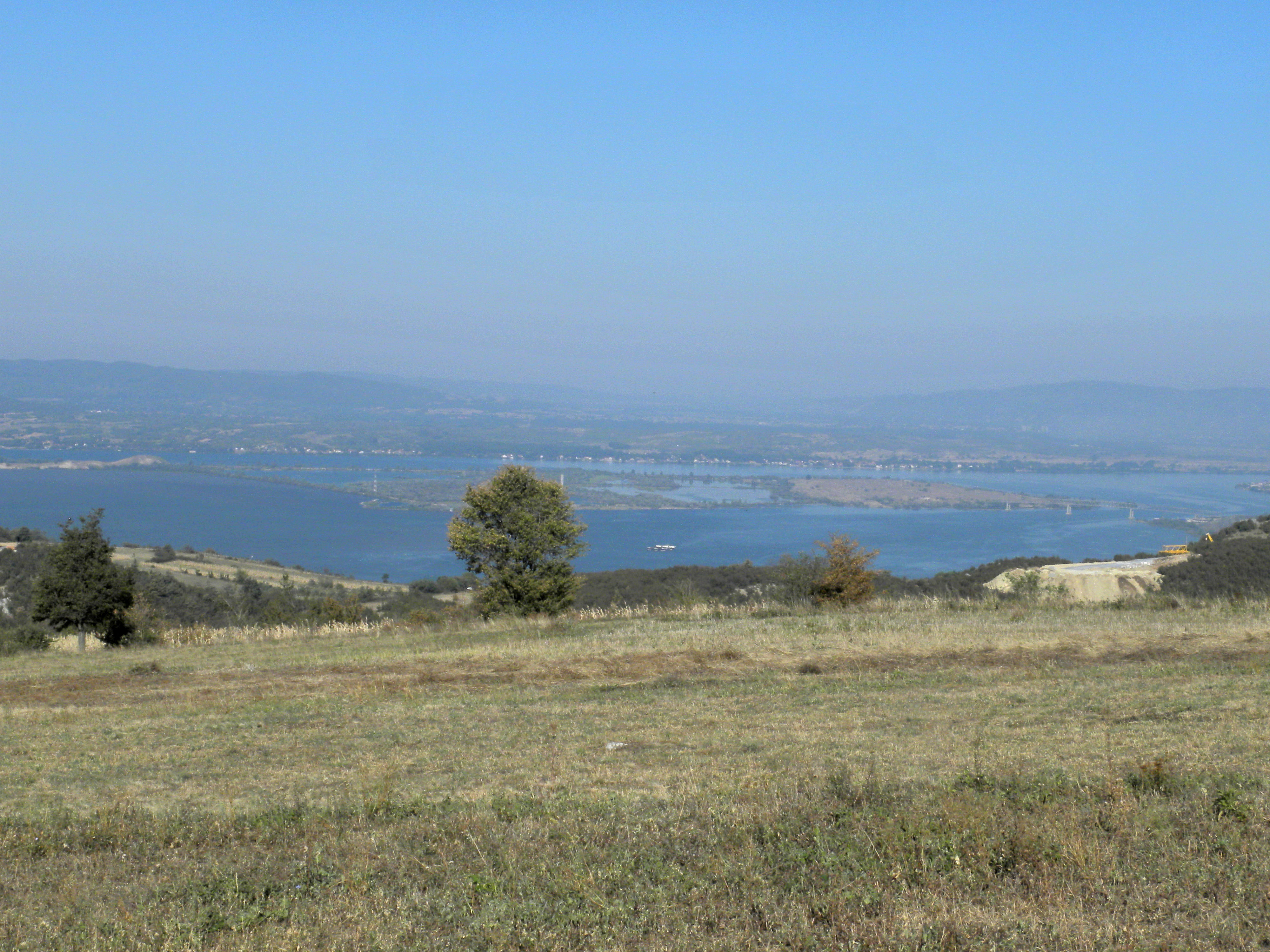
Pohled od Svaté Heleny
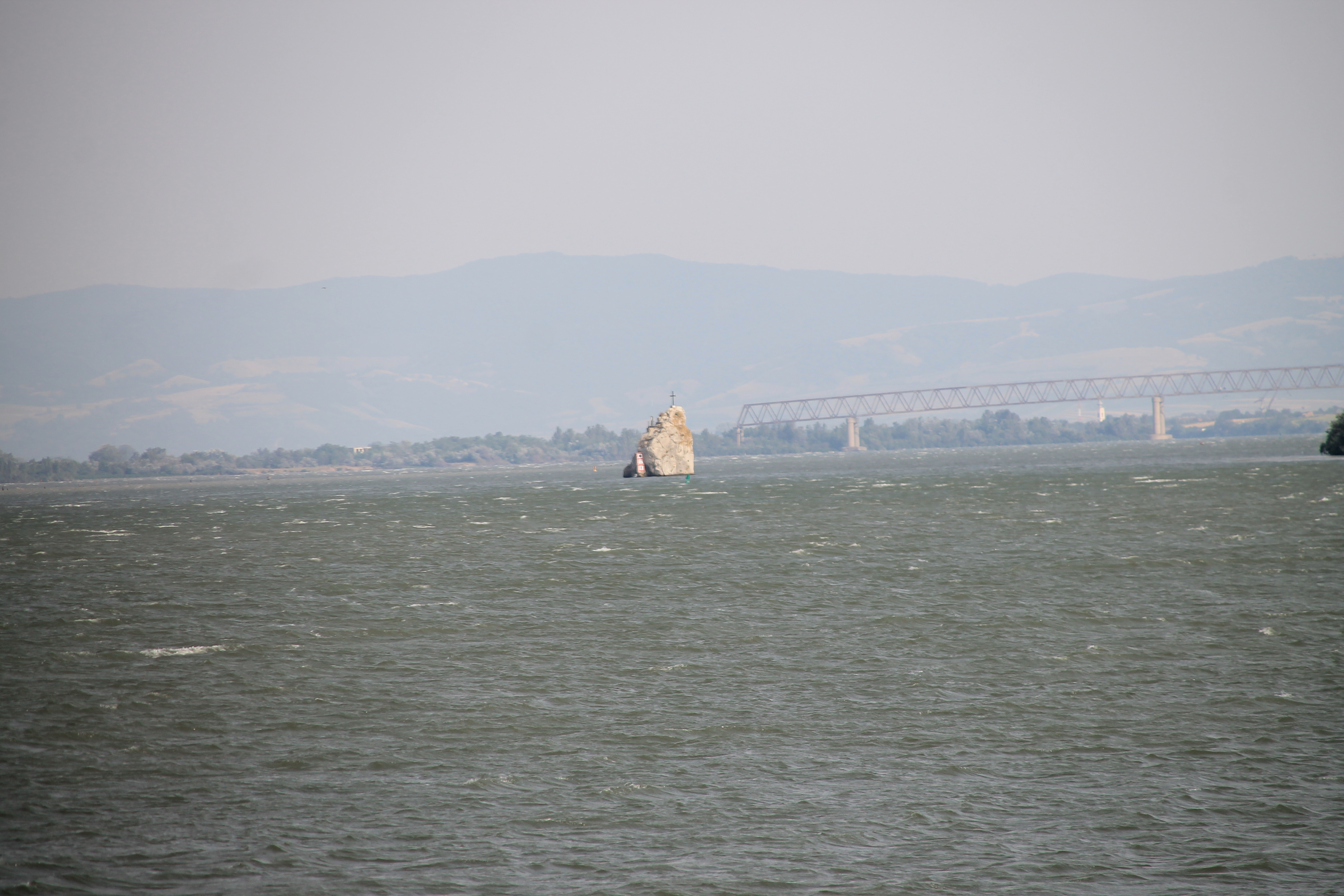
"Most nikam" v pozadí skály Babakaj